# 1729
Il 1729 (MDCCXXIX in numeri romani) è un anno  del XVIII secolo.

## Eventi
- Benjamin Franklin fonda la Pennsylvania Gazette.
- Gennaio – La Royal Society di Londra annuncia la scoperta dell'aberrazione della luce da parte di James Bradley, la quale fornì la prova sperimentale del moto di rivoluzione terrestre.
- 8 agosto – Nasce a Messina, con autorizzazione del Viceré di Sicilia, l'Accademia Peloritana dei Pericolanti.

## Nati

### Gennaio
- 2 gennaio - Johann Daniel Titius, astronomo tedesco († 1796)
- 9 gennaio - Jean Jacques Le Veau, disegnatore e incisore francese († 1786)
- 9 gennaio - Abraham-Louis Perrelet, orologiaio svizzero († 1826)
- 12 gennaio - Edmund Burke, politico, filosofo e scrittore britannico († 1797)
- 12 gennaio - Lazzaro Spallanzani, presbitero e biologo italiano († 1799)
- 17 gennaio - Camillo Bonioli, chirurgo italiano († 1791)
- 17 gennaio - Giovanni Antonio Zaddei, pittore italiano
- 19 gennaio - Tommaso Masini, fantino italiano
- 20 gennaio - Ottavio Trento, politico italiano († 1812)
- 20 gennaio - Giovanni de Gregorio, cardinale italiano († 1791)
- 22 gennaio - Gotthold Ephraim Lessing, scrittore, filosofo e drammaturgo tedesco († 1781)
- 23 gennaio - Clara Reeve, scrittrice inglese († 1807)
- 23 gennaio - Anna Maria Schwegelin, francese († 1781)
- 25 gennaio - Sebastiano de Rosa, vescovo cattolico italiano († 1810)

### Febbraio
- 6 febbraio - Giuseppe Venanzio Marvuglia, architetto italiano († 1814)
- 18 febbraio - Giuseppe Vincenzo Beni, vescovo cattolico italiano († 1806)
- 18 febbraio - William Fleming, politico e militare statunitense († 1795)
- 20 febbraio - Fëdor Grigor'evič Volkov, attore teatrale russo († 1763)
- 23 febbraio - Tommaso Verani, archivista italiano († 1803)
- 25 febbraio - Alfonso Airoldi, arcivescovo cattolico italiano († 1817)
- 25 febbraio - Gaspar Oswald, religioso e architetto ungherese († 1781)
- 26 febbraio - Anders Chydenius, filosofo finlandese († 1803)
- 26 febbraio - Bonaventura Corti, presbitero, scienziato e botanico italiano († 1813)
- 27 febbraio - Hugues Taraval, pittore francese († 1785)

### Marzo
- 4 marzo - Anne d'Arpajon, nobildonna francese († 1794)
- 11 marzo - Sophie Marie von Voß, nobildonna tedesca († 1814)
- 12 marzo - Giacinto Calderara, compositore italiano († 1803)
- 15 marzo - Vincenzo Balbiano, politico e militare italiano († 1799)
- 16 marzo - Maria Luisa Albertina di Leiningen-Dagsburg-Falkenburg, nobile tedesca († 1818)
- 18 marzo - Oronzo Tiso, pittore italiano († 1800)
- 25 marzo - Maria Luisa di Savoia, principessa († 1767)
- 27 marzo - Francesco Celebrano, artista italiano († 1814)
- 29 marzo - Giovanni Battista Carboni, scultore e critico d'arte italiano († 1790)
- 29 marzo - Andrea Memmo, letterato, politico e diplomatico italiano († 1793)
- 31 marzo - Henri-Louis Kain, attore teatrale francese († 1778)

### Aprile
- 5 aprile - Federico Carlo Ferdinando di Braunschweig-Bevern, nobile danese († 1809)
- 5 aprile - Giovanni Carlo Vincenzo Giovio, arcivescovo cattolico italiano († 1793)
- 13 aprile - Thomas Percy, poeta, antiquario e religioso inglese († 1811)
- 18 aprile - Gaetano Vestris, ballerino e coreografo francese († 1808)
- 21 aprile - Ulrik Christian Kaas, ammiraglio danese († 1808)
- 24 aprile - Diego Gatta, religioso, giurista e funzionario italiano († 1804)
- 30 aprile - Thomas Brudenell-Bruce, I conte di Ailesbury, nobile inglese († 1814)

### Maggio
- 1º maggio - Brownlow Bertie, V duca di Ancaster e Kesteven, nobile e militare britannico († 1809)
- 2 maggio - Caterina II di Russia, russa († 1796)
- 3 maggio - Florian Leopold Gassmann, compositore austriaco († 1774)
- 6 maggio - John Murray, III duca di Atholl, nobile e politico scozzese († 1774)
- 9 maggio - John West, II conte De La Warr, nobile, politico e ufficiale inglese († 1777)
- 11 maggio - Franz Sigismund Adalbert von Lehrbach, diplomatico, nobile e numismatico tedesco († 1787)
- 11 maggio - Ekaterina Ivanovna Razumovskaja, nobildonna russa († 1771)
- 12 maggio - Michael von Melas, generale austriaco († 1806)
- 14 maggio - Fabiano Blascovich, vescovo cattolico dalmata
- 22 maggio - Jean-Baptiste Pitrot, ballerino e coreografo francese († 1809)
- 23 maggio - Giuseppe Parini, poeta e abate italiano († 1799)
- 30 maggio - Aleksandr Il'ič Bibikov, generale russo († 1774)
- 30 maggio - Antonio Giovanni Giuseppe Lucovich, vescovo cattolico dalmata († 1794)

### Giugno
- 4 giugno - Cláudio Manuel da Costa, poeta e musicista brasiliano († 1789)
- 20 giugno - Domenico Spoto, vescovo cattolico italiano († 1808)
- 29 giugno - Antonín Theodor Colloredo-Waldsee, cardinale e arcivescovo cattolico austriaco († 1811)

### Luglio
- 6 luglio - Giuseppe Maria d'Altemps, VI duca di Gallese, nobile italiano († 1790)
- 12 luglio - Antoine de Sartine, politico francese († 1801)
- 13 luglio - John Parker, militare inglese († 1775)
- 17 luglio - Pierre André de Suffren de Saint Tropez, ammiraglio francese († 1788)
- 25 luglio - Valentino Mastrozzi, cardinale italiano († 1809)

### Agosto
- 7 agosto - Franz Friedrich Wilhelm von Fürstenberg, politico e educatore tedesco († 1810)
- 7 agosto - Giuseppe Lascaris di Ventimiglia, politico italiano († 1793)
- 9 agosto - Giovanni Battista Tempesti, pittore italiano († 1804)
- 10 agosto - William Howe, generale, politico e nobile britannico († 1814)
- 11 agosto - Ponce-Denis Écouchard-Lebrun, poeta e scrittore francese († 1807)
- 22 agosto - Ludovico Savioli, nobile e poeta italiano († 1804)
- 28 agosto - Jacques-Barthélemy Renoz, architetto belga († 1786)
- 30 agosto - Carlo Paolo Ernesto di Bentheim-Steinfurt, nobile tedesco († 1780)

### Settembre
- 4 settembre - Luigi Ferdinando di Borbone-Francia, principe francese († 1765)
- 6 settembre - Filippo Carandini, cardinale italiano († 1810)
- 6 settembre - Moses Mendelssohn, filosofo tedesco († 1786)
- 7 settembre - Pietro Antonio Novelli, pittore, incisore e poeta italiano († 1804)
- 25 settembre - Christian Gottlob Heyne, filologo classico, traduttore e bibliotecario tedesco († 1812)
- 26 settembre - Antonio Eximeno, insegnante e musicologo spagnolo († 1809)
- 27 settembre - Francesco Saverio Giaj, compositore italiano († 1801)
- 30 settembre - Stefano Domenico Sceriman, vescovo cattolico italiano († 1806)

### Ottobre
- 1º ottobre - Anton Cajetan Adlgasser, compositore e organista tedesco († 1777)
- 1º ottobre - Francesco Bruno di Tornaforte, generale italiano († 1814)
- 7 ottobre - Praskov'ja Aleksandrovna Rumjanceva, nobildonna russa († 1786)
- 16 ottobre - Pierre Van Maldere, violinista e compositore belga († 1768)
- 17 ottobre - Pierre-Alexandre Monsigny, compositore francese († 1817)
- 22 ottobre - Johann Reinhold Forster, pastore protestante e naturalista tedesco († 1798)
- 31 ottobre - Vittorio Amedeo Gioanetti, medico e chimico italiano († 1815)
- 31 ottobre - Alonso Núñez de Haro y Peralta, arcivescovo cattolico spagnolo († 1800)

### Novembre
- 5 novembre - Carlo Mondini, medico e anatomista italiano († 1803)
- 10 novembre - Andrea Cardamone, arcivescovo cattolico italiano († 1800)
- 11 novembre - Durand de Maillane, giurista francese († 1814)
- 12 novembre - Francisco Javier Alegre, gesuita messicano († 1788)
- 12 novembre - Louis-Antoine de Bougainville, esploratore, navigatore e ammiraglio francese († 1811)
- 13 novembre - Bartolomeo Gilardoni, inventore italiano († 1799)
- 16 novembre - Egidio Maria da Taranto, religioso italiano († 1812)
- 17 novembre - Maria Antonia di Borbone-Spagna, regina († 1785)
- 21 novembre - Josiah Bartlett, politico e medico statunitense († 1795)
- 24 novembre - Charles Henri d'Estaing, ammiraglio e generale francese († 1794)
- 24 novembre - Aleksandr Vasil'evič Suvorov, generale e principe russo († 1800)
- 27 novembre - Jean-Baptiste Deshays, pittore francese († 1765)

### Dicembre
- 1º dicembre - Giuseppe Sarti, compositore italiano († 1802)
- 3 dicembre - Karl Friedrich Flögel, storico tedesco († 1788)
- 13 dicembre - Francesco Polesini, vescovo cattolico italiano († 1819)
- 19 dicembre - Giuseppe Bencivenni Pelli, saggista e scrittore italiano († 1808)
- 20 dicembre - Marie Charlotte de La Tour d'Auvergne, nobildonna francese († 1763)
- 20 dicembre - František Xaver Pokorný, violinista e compositore ceco († 1794)
- 23 dicembre - Michelangelo Morlaiter, pittore e scultore italiano († 1806)
- 30 dicembre - Richard François Philippe Brunck, filologo classico francese († 1803)

### Senza giorno specificato
- Francesco Allegrini, incisore italiano
- Ivan Argunov, pittore russo († 1802)
- Thomas Atkinson, architetto inglese († 1798)
- Billioni, ballerino francese († 1795)
- Marinos Carburis, ingegnere greco († 1782)
- Fabrizio Cartolari, pittore italiano († 1816)
- Atanasio Cavalli, religioso e astronomo italiano († 1797)
- Miura Chora, poeta giapponese († 1780)
- Michael Denis, gesuita, bibliografo e entomologo austriaco († 1800)
- Stephan Dorffmaister, pittore austriaco († 1797)
- Giacomo Filippo Durazzo, collezionista d'arte e naturalista italiano († 1812)
- Youssef Boutros Estephan, patriarca cattolico libanese († 1793)
- Carlo Faucci, incisore italiano († 1784)
- Pedro de Garibay, politico e generale spagnolo († 1815)
- Johann Gottlieb Georgi, geografo e chimico tedesco († 1802)
- Charles Grey, I conte Grey, generale e nobile britannico († 1807)
- Paulus Constantin La Fargue, pittore olandese († 1782)
- Jean-François Leleu, ebanista francese († 1807)
- James MacArdell, incisore irlandese († 1765)
- Friedrich Heinrich Wilhelm Martini, medico e naturalista tedesco († 1778)
- Laurent Pêcheux, pittore francese († 1821)
- Johann Perger, scultore austriaco († 1774)
- Paolo Persico, scultore italiano († 1796)
- Vittorio Amedeo Rapous, pittore italiano († 1800)
- Michele Scaroina, pittore italiano
- Antonio Soler, compositore e organista spagnolo († 1783)
- Emanuele Andrea Tagliafichi, architetto italiano († 1811)
- Tomasa Tito Condemayta, rivoluzionaria peruviana († 1781)
- Jean-Baptiste Michel Vallin de La Mothe, architetto francese († 1800)
- Johannes de Graeff, militare olandese († 1813)
- Fëdor Fëdorovič Ščerbatov, generale e principe russo († 1791)

## Morti

### Gennaio
- 11 gennaio - Tommaso da Cori, presbitero italiano (n. 1655)
- 13 gennaio - Bernardino Guinigi, arcivescovo cattolico e diplomatico italiano (n. 1663)
- 14 gennaio - Bartolomeo Bimbi, pittore italiano (n. 1648)
- 14 gennaio - David Carnegie, IV conte di Northesk, nobile scozzese
- 14 gennaio - Giovanni Guglielmo di Sassonia-Eisenach, duca (n. 1666)
- 18 gennaio - Christoph Bernhard Francke, ufficiale e pittore tedesco
- 19 gennaio - William Congreve, drammaturgo inglese (n. 1670)
- 19 gennaio - Lorenzo Cozza, cardinale italiano (n. 1654)
- 20 gennaio - Thomas Edlinger II, liutaio tedesco (n. 1662)
- 20 gennaio - Raimondo Rubí, vescovo cattolico spagnolo (n. 1665)
- 30 gennaio - Giovanni Battista Salerni, cardinale italiano (n. 1671)
- 30 gennaio - Franz Lothar von Schönborn, arcivescovo cattolico tedesco (n. 1655)
- 31 gennaio - Jacob Roggeveen, navigatore olandese (n. 1659)

### Febbraio
- 2 febbraio - Pietro Baratta, scultore italiano (n. 1668)
- 5 febbraio - Sébastien Truchet, matematico, ingegnere e religioso francese (n. 1657)
- 17 febbraio - Giovanni Ernesto di Sassonia-Coburgo-Saalfeld, duca (n. 1658)
- 18 febbraio - Alexander Montgomerie, IX conte di Eglinton, nobile scozzese (n. 1660)
- 22 febbraio - Francisco Maria Píccolo, religioso, presbitero e missionario italiano (n. 1654)
- 24 febbraio - Ernesto Luigi II di Sassonia-Meiningen, duca tedesco (n. 1709)
- 28 febbraio - Giacomo Parravicino, pittore italiano (n. 1660)

### Marzo
- 2 marzo - Francesco Bianchini, astronomo e storico italiano (n. 1662)
- 5 marzo - Franz Caspar Schnitger, organaro tedesco (n. 1693)
- 10 marzo - Anastasija Petrovna Prozorovskaja, nobildonna russa (n. 1665)
- 14 marzo - Miguel Francisco Guerra, presbitero e politico spagnolo (n. 1657)
- 15 marzo - Elisabetta Eleonora di Brunswick-Wolfenbüttel, duchessa (n. 1658)
- 18 marzo - Michael Bernhard Valentini, medico tedesco (n. 1657)
- 21 marzo - John Law, economista scozzese (n. 1671)
- 25 marzo - Christoph Franz von Hutten, vescovo cattolico tedesco (n. 1673)
- 27 marzo - Leopoldo di Lorena, duca francese (n. 1679)
- 28 marzo - Laurenz Tanner, politico svizzero (n. 1668)

### Aprile
- 1º aprile - Giovanni Ruggeri, architetto italiano (n. 1665)
- 12 aprile - Louis Pécour, danzatore e coreografo francese (n. 1653)
- 14 aprile - Daniele Girolamo Dolfin, politico e militare italiano
- 15 aprile - Maria Anna di Oettingen-Spielberg, principessa (n. 1693)
- 16 aprile - Antonio Ferrante Gonzaga, nobile italiano (n. 1687)
- 20 aprile - Gioacchino Francesco Caprini, vescovo cattolico italiano (n. 1663)

### Maggio
- 2 maggio - Jean Devaux, medico e chirurgo francese (n. 1649)
- 4 maggio - Louis-Antoine de Noailles, cardinale e arcivescovo cattolico francese (n. 1651)
- 17 maggio - Samuel Clarke, filosofo inglese (n. 1675)
- 17 maggio - Anton Maria Salvini, grecista italiano (n. 1653)
- 22 maggio - Marcantonio III Borghese, III principe di Sulmona, nobile italiano (n. 1660)
- 31 maggio - Gregorio Sellari, cardinale e teologo italiano (n. 1654)

### Giugno
- 4 giugno - William Cavendish, II duca di Devonshire, nobile e politico inglese (n. 1672)
- 7 giugno - Charles-Albert II Le Moyne de Longueil, militare e politico francese (n. 1656)
- 11 giugno - José Gasch, religioso e arcivescovo cattolico spagnolo (n. 1653)
- 25 giugno - Peregrine Osborne, II duca di Leeds, politico e ufficiale inglese (n. 1659)
- 27 giugno - Élisabeth Jacquet de La Guerre, compositrice e clavicembalista francese (n. 1666)
- 29 giugno - Edward Taylor, poeta, teologo e medico statunitense (n. 1645)
- 30 giugno - Jean Meslier, filosofo e presbitero francese (n. 1664)

### Luglio
- 9 luglio - Elisabetta Lazzarini, pittrice italiana (n. 1662)
- 16 luglio - Johann David Heinichen, compositore tedesco (n. 1683)
- 18 luglio - Carlo di Danimarca, principe danese (n. 1680)
- 18 luglio - Giuseppe Carlo del Palatinato-Sulzbach, nobile tedesco (n. 1694)
- 31 luglio - Nicola Francesco Haym, compositore, violoncellista e librettista italiano (n. 1678)

### Agosto
- 5 agosto - Thomas Newcomen, inventore inglese (n. 1663)
- 5 agosto - Anselmo de la Peña, vescovo cattolico spagnolo (n. 1645)
- 15 agosto - Benjamin Neukirch, letterato, poeta e avvocato tedesco (n. 1665)
- 22 agosto - Torii Kiyonobu I, pittore giapponese (n. 1664)
- 27 agosto - Cesare Michelangelo d'Avalos, militare e politico italiano (n. 1667)
- 31 agosto - Jacob Frese, poeta finlandese (n. 1690)

### Settembre
- 1º settembre - Richard Steele, scrittore, saggista e politico britannico (n. 1671)
- 3 settembre - Jean Hardouin, gesuita, filologo e antiquario francese (n. 1646)
- 15 settembre - Robert Spencer, IV conte di Sunderland, nobile britannico (n. 1701)
- 23 settembre - Pietro Cappello, politico e diplomatico italiano (n. 1676)
- 24 settembre - Tommaso Giusti, pittore e architetto italiano (n. 1644)

### Ottobre
- 2 ottobre - Serafina Brunelli, monaca cristiana italiana (n. 1659)
- 14 ottobre - Armande Félice de La Porte Mazarin, nobildonna francese (n. 1691)
- 18 ottobre - Nicolas Ravot d'Ombreval, politico e magistrato francese (n. 1680)
- 20 ottobre - Edward Montagu, III conte di Sandwich, nobile inglese (n. 1670)

### Novembre
- 2 novembre - Aleksandr Danilovič Menšikov, generale russo (n. 1672)
- 12 novembre - Filippo Ernesto di Schleswig-Holstein-Sonderburg-Glücksburg, duca (n. 1673)
- 16 novembre - Alessandro Specchi, architetto e incisore italiano (n. 1666)
- 19 novembre - Johann Franz Budde, teologo tedesco (n. 1667)
- 22 novembre - Pieter Bustijn, compositore e organista olandese

### Dicembre
- 1º dicembre - Pietro Secondo Radicati di Cocconato e Celle, vescovo cattolico e nobile italiano (n. 1671)
- 9 dicembre - Nicolaus Hieronymus Gundling, giurista e filosofo tedesco (n. 1671)
- 13 dicembre - Anthony Collins, filosofo inglese (n. 1676)
- 22 dicembre - Michel Baron, attore teatrale e drammaturgo francese (n. 1653)
- 24 dicembre - Marcantonio Franceschini, pittore italiano (n. 1648)
- 25 dicembre - Cristiana Carlotta di Württemberg-Winnental, principessa tedesca (n. 1694)
- 27 dicembre - Olimpia Giustiniani, nobildonna (n. 1641)
- 28 dicembre - Emanuele Tommaso di Savoia-Soissons, nobile (n. 1687)

### Senza giorno specificato
- Attilio Ariosti, compositore, cantante e organista italiano (n. 1666)
- Tommaso Bezzi, scenografo, pittore e architetto italiano
- Colen Campbell, architetto e scultore scozzese (n. 1676)
- Marthe-Marguerite Caylus, scrittrice francese (n. 1672)
- Francesco Chiusuri, pittore italiano
- Angelo Costantini, attore teatrale e scrittore italiano (n. 1655)
- Ambrogio Imperiale, doge (n. 1649)
- Matthias Kramer, linguista, lessicografo e grammatico tedesco (n. 1640)
- Giacomo Filippo Maraldi, astronomo italiano (n. 1665)
- Pietro Marchitelli, violinista italiano (n. 1643)
- Miguel Núñez de Sanabria, generale spagnolo
- Radu Popescu, storico rumeno (n. 1655)
- Carlo Preda, pittore italiano
- Fabio Sebastiano Santoro, presbitero e musicista italiano (n. 1669)
- Henry Sully, orologiaio inglese (n. 1680)
- Pëtr Andreevič Tolstoj, politico russo (n. 1645)
- Honoré Tournély, teologo francese (n. 1658)

## Calendario
| Calendario 1729 | Calendario 1729 | Calendario 1729 | Calendario 1729 | Calendario 1729 | Calendario 1729 | Calendario 1729 | Calendario 1729 | Calendario 1729 | Calendario 1729 | Calendario 1729 | Calendario 1729 | Calendario 1729 | Calendario 1729 | Calendario 1729 | Calendario 1729 | Calendario 1729 | Calendario 1729 | Calendario 1729 | Calendario 1729 | Calendario 1729 | Calendario 1729 | Calendario 1729 | Calendario 1729 | Calendario 1729 | Calendario 1729 | Calendario 1729 | Calendario 1729 | Calendario 1729 | Calendario 1729 | Calendario 1729 | Calendario 1729 | Calendario 1729 |
| --------------- | --------------- | --------------- | --------------- | --------------- | --------------- | --------------- | --------------- | --------------- | --------------- | --------------- | --------------- | --------------- | --------------- | --------------- | --------------- | --------------- | --------------- | --------------- | --------------- | --------------- | --------------- | --------------- | --------------- | --------------- | --------------- | --------------- | --------------- | --------------- | --------------- | --------------- | --------------- | --------------- |
|                 | 1               | 2               | 3               | 4               | 5               | 6               | 7               | 8               | 9               | 10              | 11              | 12              | 13              | 14              | 15              | 16              | 17              | 18              | 19              | 20              | 21              | 22              | 23              | 24              | 25              | 26              | 27              | 28              | 29              | 30              | 31              |                 |
| Gennaio         | Sa              | Do              | Lu              | Ma              | Me              | Gi              | Ve              | Sa              | Do              | Lu              | Ma              | Me              | Gi              | Ve              | Sa              | Do              | Lu              | Ma              | Me              | Gi              | Ve              | Sa              | Do              | Lu              | Ma              | Me              | Gi              | Ve              | Sa              | Do              | Lu              |                 |
| Febbraio        | Ma              | Me              | Gi              | Ve              | Sa              | Do              | Lu              | Ma              | Me              | Gi              | Ve              | Sa              | Do              | Lu              | Ma              | Me              | Gi              | Ve              | Sa              | Do              | Lu              | Ma              | Me              | Gi              | Ve              | Sa              | Do              | Lu              |                 |                 |                 |                 |
| Marzo           | Ma              | Me              | Gi              | Ve              | Sa              | Do              | Lu              | Ma              | Me              | Gi              | Ve              | Sa              | Do              | Lu              | Ma              | Me              | Gi              | Ve              | Sa              | Do              | Lu              | Ma              | Me              | Gi              | Ve              | Sa              | Do              | Lu              | Ma              | Me              | Gi              |                 |
| Aprile          | Ve              | Sa              | Do              | Lu              | Ma              | Me              | Gi              | Ve              | Sa              | Do              | Lu              | Ma              | Me              | Gi              | Ve              | Sa              | Do              | Lu              | Ma              | Me              | Gi              | Ve              | Sa              | Do              | Lu              | Ma              | Me              | Gi              | Ve              | Sa              |                 |                 |
| Maggio          | Do              | Lu              | Ma              | Me              | Gi              | Ve              | Sa              | Do              | Lu              | Ma              | Me              | Gi              | Ve              | Sa              | Do              | Lu              | Ma              | Me              | Gi              | Ve              | Sa              | Do              | Lu              | Ma              | Me              | Gi              | Ve              | Sa              | Do              | Lu              | Ma              |                 |
| Giugno          | Me              | Gi              | Ve              | Sa              | Do              | Lu              | Ma              | Me              | Gi              | Ve              | Sa              | Do              | Lu              | Ma              | Me              | Gi              | Ve              | Sa              | Do              | Lu              | Ma              | Me              | Gi              | Ve              | Sa              | Do              | Lu              | Ma              | Me              | Gi              |                 |                 |
| Luglio          | Ve              | Sa              | Do              | Lu              | Ma              | Me              | Gi              | Ve              | Sa              | Do              | Lu              | Ma              | Me              | Gi              | Ve              | Sa              | Do              | Lu              | Ma              | Me              | Gi              | Ve              | Sa              | Do              | Lu              | Ma              | Me              | Gi              | Ve              | Sa              | Do              |                 |
| Agosto          | Lu              | Ma              | Me              | Gi              | Ve              | Sa              | Do              | Lu              | Ma              | Me              | Gi              | Ve              | Sa              | Do              | Lu              | Ma              | Me              | Gi              | Ve              | Sa              | Do              | Lu              | Ma              | Me              | Gi              | Ve              | Sa              | Do              | Lu              | Ma              | Me              |                 |
| Settembre       | Gi              | Ve              | Sa              | Do              | Lu              | Ma              | Me              | Gi              | Ve              | Sa              | Do              | Lu              | Ma              | Me              | Gi              | Ve              | Sa              | Do              | Lu              | Ma              | Me              | Gi              | Ve              | Sa              | Do              | Lu              | Ma              | Me              | Gi              | Ve              |                 |                 |
| Ottobre         | Sa              | Do              | Lu              | Ma              | Me              | Gi              | Ve              | Sa              | Do              | Lu              | Ma              | Me              | Gi              | Ve              | Sa              | Do              | Lu              | Ma              | Me              | Gi              | Ve              | Sa              | Do              | Lu              | Ma              | Me              | Gi              | Ve              | Sa              | Do              | Lu              |                 |
| Novembre        | Ma              | Me              | Gi              | Ve              | Sa              | Do              | Lu              | Ma              | Me              | Gi              | Ve              | Sa              | Do              | Lu              | Ma              | Me              | Gi              | Ve              | Sa              | Do              | Lu              | Ma              | Me              | Gi              | Ve              | Sa              | Do              | Lu              | Ma              | Me              |                 |                 |
| Dicembre        | Gi              | Ve              | Sa              | Do              | Lu              | Ma              | Me              | Gi              | Ve              | Sa              | Do              | Lu              | Ma              | Me              | Gi              | Ve              | Sa              | Do              | Lu              | Ma              | Me              | Gi              | Ve              | Sa              | Do              | Lu              | Ma              | Me              | Gi              | Ve              | Sa              |                 |